# Ладе, Генрих Эдуард фон
Генрих Эдуард фон Ладе (нем. Heinrich Eduard von Lade; 24 февраля 1817, Гайзенхайм, Гессен — 7 августа 1904, Гайзенхайм, Гессен) — немецкий банкир и астроном-любитель.
Родился в городе Гайзенхайме, на Рейне, в семье виноторговца. Занимался банковскими операциями и экспортом в Гамбург и Париж. К 44 годам накопил состояние, позволившее ему удалиться от дел.
В 1861 году основал в Гайзенхайме имение Монрепо (от фр. mon repos — мой отдых), где занялся выращиванием фруктов и винограда, а также организовал школу садоводства и виноделия. Кроме того, фон Ладе увлекался картографированием Луны — селенографией, для занятий которой в имении была построена обсерватория.
По картам фон Ладе был сконструирован лунный глобус, который сейчас является коллекционной редкостью.
В 1901 году получил дворянский титул барона. Умер в Гейзенхейме.

## Наименования в честь
В честь фон Ладе были названы лунный кратер Ладе, а также астероид (340) Эдуарда.